# البطح (غيل باوزير)

تعديل مصدري - تعديل

البطح هي إحدى قرى عزلة غيل باوزير بمديرية غيل باوزير التابعة لمحافظة حضرموت، بلغ تعداد سكانها 90 نسمة حسب تعداد اليمن لعام 2004.